# آسو، ساموآی آمریکا
آسو، ساموآی آمریکا (به انگلیسی: Aasu, American Samoa) در ایالات متحده آمریکا با جمعیت ۳۵۳ نفر است که در ساموآی آمریکا واقع شده‌است.